# Badalona Dracs

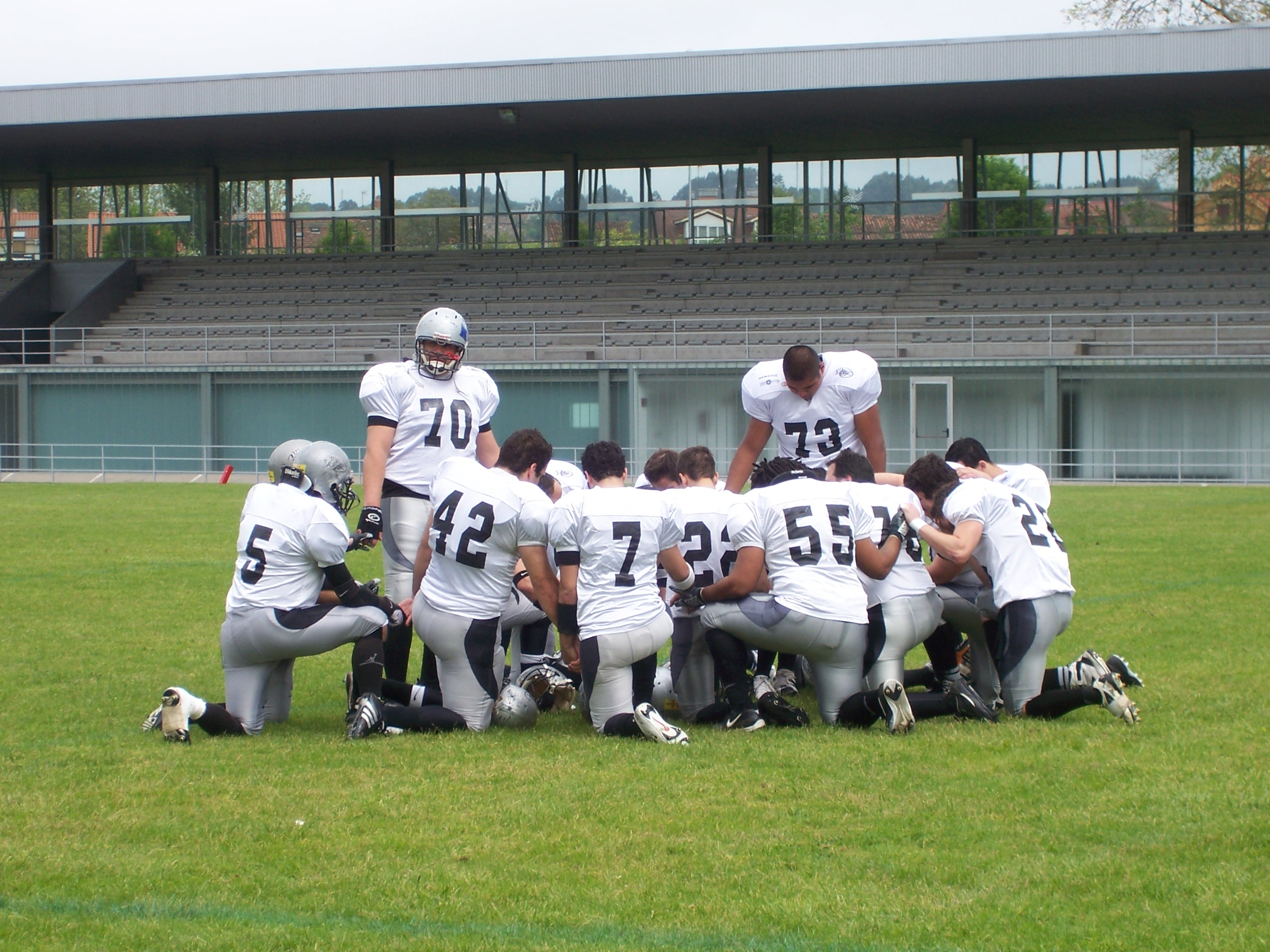
Dracs antes de comenzar un partido en Gijón.

Los Badalona Dracs (en español: Dragones de Badalona) son un equipo de fútbol americano de Badalona (Barcelona, España) que compite en la LNFA. 
Los Dracs son el club decano del fútbol americano español, y el más laureado con 11 títulos de Liga y 7 Copas de España.
El club juega la mayoría de sus partidos en el Campo Municipal de Montigalà, y las citas importantes en el Estadi Municipal de Badalona.

## Historia
En diciembre de 1987, en un bar de Badalona, Pere Moliner, que sería el primer presidente del club, Ramón Ventura y Alfonso Genchi, un italiano que tenía experiencia en este deporte en su país natal, gestaron la creación de Badalona Dracs, que, en sus inicios, se denominaron Badalona Drags.
Pocos meses después, el 19 de marzo de 1988, televisado por TV3, se jugó el primer partido de fútbol americano de la historia en España. Drags se enfrentó a Palermo Cardinals, con un resultado final de 12 a 18 para los italianos.
Ese mismo año, se jugó la primera liga oficial, la Liga Catalana de Fútbol Americano (LCFA), con la participación de Dracs y tres equipos más: L'Hospitalet Pioners, Barcelona Búfals y Barcelona Boxers, estos últimos auspiciados en su nacimiento por los propios Dracs. El campeón de esa primera liga fue Badalona Dracs.
Tras la obtención de ese primer título, el equipo volvió a alcanzar la final de la LCFA en 1990, en el estadio Narcís Sala, nuevamente ante las cámaras de TV3 y con más de 14000 espectadores, entre los que se encontraba Juan Antonio Samaranch, pero no consiguió vencer a Barcelona Boxers.
La temporada 1994-95 se juega la primera Liga Nacional de Fútbol Americano (LNFA).

La época dorada del club (1997-2005)
En la temporada 1997-98, se incorporó como entrenador jefe el mexicano Carlos Baroccio, y con él llegó una nueva forma de ver el fútbol americano en España, ganando con los Dracs la Liga Nacional de Fútbol Americano (LNFA) por primera vez. Esa misma temporada, el equipo femenino emulaba al masculino y conseguía el título de liga,  siendo la primera vez en la historia que se daba esta circunstancia. 
La siguiente temporada (98-99) iba a ser una de las más prolíficas de la histórica entidad badalonesa. Se volvía a conseguir el título de la LNFA, esta vez ante los Madrid Osos por un contundente 50 a 21, la sección femenina renovaba también su título de liga y se ganaba por primera vez la Copa de España. Pero lo mejor estaba por llegar, por primera vez un equipo español conseguía una victoria en una competición europea, la más importante de las que se celebran, la Liga Europea de Fútbol Americano. El rival era un acreditado equipo, los Legnano Frogs varias veces campeones de Italia y campeones de Europa. Con este triunfo, Dracs entraba en la lista de los diez mejores de Europa. 
En la temporada 1999-2000, pese a ser uno de los máximos favoritos y llegar a las finales de liga y copa, se perdieron ambas competiciones, pero ese año no se iba a quedar en blanco y de nuevo se hacía historia, al ser, otra vez, el primer equipo español en conseguir una victoria en campo contrario en la Liga Europea de Fútbol Americano, contra el equipo francés de los Asnieres Moulosses.
En la temporada 2001-2002 el equipo jugó la final de la Copa de España por tercera vez consecutiva, donde esperaban de nuevo Osos de Madrid. Trágicas circunstancias hicieron que el equipo no llegará concentrado a la final, tras la triste desaparición en accidente de tráfico de uno de los jugadores más queridos por toda la gente del fútbol americano en España, Esteban Pérez Bombero, un histórico de este deporte. La liga fue otra historia y tras un emocionante partido ante el mismo rival de la Copa, el título fue a parar por cuarta vez a las vitrinas de Dracs de Badalona. Pero el hecho deportivo más relevante de esta temporada fue el subcampeonato de Europa en la segunda competición continental, la Copa de la EFAF, creada ese mismo año, en el que tras quedar campeones del grupo, donde se venció a los Ostia Marines en Italia y a los Valencia Firebats, se conseguía ser el primer equipo español, otra vez los primeros, en disputar una final europea ante los Graz Giants (Austria), no se pudo conseguir el título, pero de nuevo se había hecho historia.
Las siguientes dos temporadas (2002-2004) se conseguirán dos títulos ligueros y una Copa de España. Se jugaron también dos semifinales de Eurobowl (2002 y 2003). Se pone fin a la época dorada del club.
Década maldita y vuelta al Olimpo
Después de una década de sequía con varias finales de liga y copa perdidas, se llega a la 2014 donde se volvería a hacer historia. Se ganaba de nuevo la liga después de 9 años, y se volvía a jugar toda una final europea, de nuevo la Copa de la EFAF, con derrota final ante los potentes Kiel Baltic Hurricanes.
El lustro entre la 15-16 y la 20-21 dominaron con mano de hierro la Liga Nacional y la Copa de España con un balance de 5 títulos de liga y 5 de copa. Cabe mención especial la participación por primera vez en la historia de un club español en la máxima competición del futbol americano a nivel europeo en ese momento, el BIG6 European Football League.
En 2024, dos años después de su marcha, vuelve de nuevo como entrenador la leyenda del club Óscar Calatayud. Con él como jugador se ganaron 4 ligas y 2 copas de España, y ya como entrenador se conquistaron 7 títulos ligueros y 5 coperos además de varios hitos a nivel europeo.

## Equipo juvenil
El equipo juvenil ha disputado las finales de la Liga Nacional de Fútbol Americano Júnior de 2011 y 2012, proclamándose campeón en 2012.
El club trabaja con la cantera para seguir sacando jugadores que sean importantes en el primer equipo.

## Palmarés
- Campeón LNFA (11): 1998, 1999, 2002, 2003, 2004, 2014, 2016, 2017, 2018, 2019, 2021
- Subcampeón LNFA (7): 2000, 2005, 2007, 2009, 2011, 2013, 2015
- Subcampeón Copa de la EFAF (2): 2002, 2014
- Campeón Copa de España (7): 1999, 2004, 2017, 2018, 2019, 2020, 2021
- Subcampeón Copa de España (11): 2000, 2001, 2002, 2003, 2009, 2012, 2014, 2022, 2023, 2024, 2025
- Campeón Liga Catalana de Fútbol Americano (1): 1989
- Campeón Copa Catalunya (13): 2003, 2010, 2011, 2012, 2013, 2014, 2015, 2016, 2017, 2019, 2021, 2022, 2023

## Exjugadores destacados
- Demetrius Eaton, procedente de Northwestern Wildcats.[2]
- Alejandro Marino, procedente de Aztecas de la UDLAP.[3]
- Kevin Duley, procedente de Humboldt State Marching Lumberjacks.
- Jesús M. Angoy, procedente de los Barcelona Dragons.
- Óscar Calatayud, procedente de Barcelona Boxers en edad júnior.